# Sanna Samuelsson
Sanna Samuelsson, född 1987, är en svensk kulturskribent och idéredaktör.
Samuelsson är uppväxt utanför Linköping och bor (2024) i Stockholm. Hon har en master i litterär gestaltning från HDK-Valand och är verksam som kulturskribent. Hon har tidigare varit idé- och kritikredaktör på Göteborgs-Posten.
Hon har blivit uppmärksammad för sin debutbok Mjölkat, som beskrivits som en ickeromantiserande och sinnlig skildring av livet på landet. Boken har bland annat nominerats till Katapultpriset 2023 samt tilldelades Borås Tidnings Debutantpris 2024.

## Utmärkelser
- 2023 – Tilldelad Prisma, pris för svensk och nordisk queerlitteratur, kategori "Årets Roman", för boken Mjölkat, med motiveringen: ”Med lös skit som stänker rakt i munnen landar nya perspektiv på queerhet i vår samtid, en undanflykt in i realismen. Sanna Samuelsson fångar, med precision, hur det kan vara att växa upp som queer på en mjölkgård och hur behovet av att återhämta sig efter en avslutad relation kan se ut i Mjölkat. ”[8]
- 2024 – Borås Tidnings debutantpris[7]